# Opname (signaal)
Een opname is een registratie van een audio- en/of videosignaal dan wel licht op lichtgevoelig materiaal. Hiervoor is respectievelijk een microfoon en een camera nodig, een apparaat (recorder) voor het vastleggen van het signaal, en vaak een verwisselbare gegevensdrager (opslagmedium). Onderscheiden worden analoge en digitale opnamen.
Vaak wordt bij een video-opname ook een audio-opname gemaakt, met één apparaat op één gegevensdrager. Vaak kan met opnameapparatuur ook afgespeeld worden. Wel waren en zijn er apparaten die alleen afspelen, zoals een grammofoon, filmprojector, cd-speler, videospeler en dvd-speler.
Tegen het eind van de 19e eeuw werden voor het eerst geluidsopnamen gemaakt met behulp van de fonograaf op een wasrol. In de 20e eeuw werd een bandrecorder gebruikt, later in het bijzonder de cassetterecorder en weer later digitaal op onder andere cd, beschrijfbare cd-rom en flashgeheugen. Dit heeft het kopiëren en bewerken gemakkelijker gemaakt.